# Bryan Vásquez
José Bryan Vásquez Flores (San José, 26 de agosto de 1987) es un boxeador costarricense. Su carrera profesional comprende el título campeón interino de la Asociación Mundial de Boxeo (AMB) en la categoría de peso superpluma.

## Trayectoria
Inició su carrera profesional con una victoria por nocaut en el primer asalto ante Yadier Ortiz el 19 de septiembre de 2005. Ya en el año 2008, y tras trece victorias consecutivas, disputó el campeonato latino de la AMB contra el nicaragüense José Gutiérrez, y se agenció el primer título de su carrera cuando Gutiérrez decidió no continuar una vez terminado el quinto asalto.
El 31 de marzo de 2011, y con un récord de veinticinco triunfos, once de ellos por nocaut, enfrentó a Santos Martínez por el cetro vacante de  la Federación Bolivariana de Boxeo (Fedebol), reconocido por la AMB, pelea que tuvo lugar en el recién inaugurado Estadio Nacional de Costa Rica. Vásquez ganó el encuentro por decisión unánime.

### Vásquez contra Alan Herrera
El 30 de julio de 2011, enfrentó al mexicano Alan Herrera por el título vacante Fedelatin de la AMB en el Gimnasio Nacional de San José. A pesar de que Herrera cayó en dos ocasiones en la lona al inicio de la pelea, el combate fue parejo hasta el final, por lo que los jueces debieron decidir el resultado que fue a favor del “Tiquito” por decisión unánime, otorgándole el cetro continental.

### Vásquez contra Santos Benavides
El 3 de noviembre de 2011, enfrentó al nicaragüense Santos “El Toro” Benavides en el Club Pepper´s de Zapote, por el título mundial interino de la AMB. El “Tiquito” impuso su velocidad ante el fajador Benavides, quien a lo sumo se impuso en dos asaltos de los doce a que estaba pactada la pelea. Los jueces decidieron a favor de Vásquez claramente anotando en las tarjetas 119-109, 118-109 y 119-109. De esta manera, el “Tiquito” se convirtió en el primer costarricense en agenciarse un título mundial de boxeo.
Para el año 2012, Vásquez se trasladó a Las Vegas, Estados Unidos, para entrenarse en el gimnasio de Roger Maymeather, tío del campeón mundial Floyd Mayweather, Jr., adonde buscaba mejorar su estado físico y técnica.

### Vásquez contra Jorge Lacierva
El 21 de julio el “Tiquito” enfrentó al mexicano Jorge Lacierva en lo que fue la única defensa de su título interino. El combate se llevó a cabo en la ciudad de Monterrey, México, previo al encuentro entre Omar Chávez Jr. y  Maromerito Páez, y logró retener su título en un combate que duró 9 asaltos y finalizó por nocaut técnico.

### Vásquez contra Takashi Uchiyama
Ese mismo año de 2012, el "Tiquito" obtuvo la oportunidad para disputar el cetro mundial del peso superpluma ante el campeón Takashi Uchiyama. El combate se realizó el 31 de diciembre en Tokio, Japón, en el Ota-City General Gymnasium. Uchiyama, noqueador nato e invicto en su carrera profesional con cinco defensas de su título, derrotó al costarricense en ocho asaltos por nocaut técnico. Durante la pelea, Vásquez pudo soportar los fuertes golpes del campeón, y trataba de imponer su velocidad con combinaciones, pero terminó arrinconado en el decisivo octavo asalto en el que el japonés emprendió una furiosa ofensiva que fue detenida por el réferi.

### Vásquez contra Luis Ernesto José
Tras la derrota contra Uchiyama, el 28 de febrero de 2013 volvió al cuadrilátero para enfrentarse al dominicano Luis Ernesto José, medallista de plata en los Juegos Panamericanos de 1995. El encuentro se desarrolló en el Estadio Ricardo Saprissa de la ciudad de San José, Costa Rica, en una cartelera que incluía a su esposa Hanna Gabriels. En esa oportunidad ganó el encuentro por nocaut en el primer asalto. Posteriormente, el 1 de julio se impuso al mexicano Eugenio López en Liberia por nocaut técnico en el cuarto de diez asaltos.

### Vásquez contra René González
Vásquez obtuvo una nueva oportunidad para agenciarse el título interino de la AMB contra el nicaragüense René González. El encuentro se desarrolló el 26 de octubre de 2013 en el Sports City Gym de Hatillo, con la motivación de una posible revancha contra el monarca absoluto el japonés Uchiyama, de salir victorioso del combate.
La pelea tuvo un desenlace inesperado en el quinto asalto cuando un choque de cabezas dejó dañado a González, y al no obtener el aval del médico para continuar, se debió de recurrir a las tarjetas de los jueces que dieron una decisión mayoritaria a favor del "Tiquito" quien recuperó su cetro interino.

## Vida personal
Bryan Vásquez es el mayor de cinco hermanos. Creció en medio de la pobreza en el cantón de Escazú criado por su abuela, y desde pequeño trabajó en tareas agrícolas. Tuvo su primer contacto con el boxeo a la edad de siete años. El 15 de agosto de 2012 contrajo matrimonio con la también boxeadora costarricense y campeona superwélter de la Organización Mundial de Boxeo, Hanna Gabriels.